# خلیفة بن خیاط
خلیفة بن خیاط بن أبی هبیرة الأخباری العصفری ملقب به شباب (درگذشته به ۲۴۰هـ/۸۵۴م) از مورخان، نسب‌شناسان و حدیث‌شناسان برجستهٔ قرن سوم هجری بود. او در بصره متولد شد و در همان شهر تحصیل کرد. پدر و پدربزرگش نیز همانند او حدیث‌شناس بودند.
او در علم حدیث جایگاه بزرگی دارد و افرادی مانند بخاری و احمد حنبل از وی حدیث نقل کرده‌اند.
ابن ندیم چهار کتاب را برای او می‌شمارد:
- التاریخ یا تاریخ خلیفة بن خیاط

این تاریخ از جهت اطلاعاتی که در مورد حکومت اسلامی در دوران اوایلش می‌دهد اهمیت دارد. نگارنده اهمیت زیادی به روابط خارجی دولت اسلامی و چگونگی گسترش آن داده‌است.
- طبقات القراء

این کتاب قدیمی‌ترین کتاب طبقات حدیث است که به‌طور کامل امروزه در دسترس است. نگارنده شرح‌حال ۳۳۷۵ محدث طی ۲۳۶ سال پس از اسلام را بیان می‌کند.
- کتاب تاریخ الزمنی و العرجان و المرضی و العمیان
- أجزاء القرآن وأعشاره وأسباعه وآیاته